# Alaquàs
Alaquàs er en by og kommune i Spanien, med omtrent 30.000 indbyggere. Byen er beliggende i provinsen Valencia.

## Venskabsbyer
Alaquàs er venskabsby med:
- Cremona, Italien
- Lanjarón, Spanien